# 할푼리
할푼리(한국 한자: 割分厘)는 비율, 그 중에서도 특히 백분율이나 천분율 등을 나타내는 데 사용되는 단위로, 일본에서 유래한 방법이다. 일본에서는 할합(일본어: 割合 와리아이[*]) 또는 보합(일본어: 步合 부아이[*])라고 부른다. 
10분의 1을 할(한국 한자: 割, 일본어: 割 와리[*])로, 100분의 1을 푼(한국 한자: 分, 일본어: 分 부[*])으로, 1,000분의 1을 리(한국 한자: 釐, 일본어: 厘 린[*])로 나타낸다. 그 이하로 모(한국 한자: 毛, 일본어: 毛, 10,000분의 1)와 사(한국 한자: 絲, 일본어: 糸, 100,000분의 1)를 쓴다.
예를 들면, 1에 대한 비율 0.345는 “3할 4푼 5리”라고 읽는다.
일본이나 한국에서 야구의 타율을 나타내는 데에 흔히 사용된다. 예전에는 은행 등 금융기관이나 사채의 이자율을 나타내는 말로도 쓰여, “○부 이자(○分利子)” 등으로 말했다.

## 수와 비율
할푼리를 작은 수와 비교하면 다음과 같다. 
- 할(割): 분(分) = 0.1 = 10-1
- 푼(分): 리(釐) = 0.01 = 10-2
- 리(釐): 모(毛) = 0.001 = 10-3
- 모(毛): 사(絲) = 0.0001 = 10-4
- 사(絲): 홀(忽) = 0.00001 = 10-5
- 홀(忽): 미(微) = 0.000001 = 10-6

## 같이 보기
- 작은 수의 이름
- 소수점 표기
- 비 (수학)
- 백분율
- 천분율
- ppm